# Benvenuta
Benvenuta è un film del 1983 diretto da André Delvaux.

## Trama
François, giovane sceneggiatore, visita la scrittrice Jeanne, autrice del romanzo Benvenuta, per sviluppare un film. La trama si dirama, quindi, nel libro che racconta la relazione fra una pianista belga e un magistrato italiano.

## Critica
Morando Morandini commenta, tramite il suo dizionario omonimo, come sia un film affascinante ed intrigante ma riuscito in parte, dovuto forse alla presenza eccessiva di letteratura.

## Produzione
In un articolo de La Stampa, il regista racconta che per realizzare il film ci sono voluti ben 3 anni di lavorazione.
La pellicola è un adattamento del romanzo La Confession anonyme di Suzanne Lilar.
È una coproduzione italo-belga, sostenuta tramite il fondo per la cultura del Governo federale del Belgio.

## Analisi
Delvaux ritiene che il lungometraggio sia un lavoro strettamente legato al senso di realismo magico.  Nel film, infatti, si intreccia la storia semi-biografica della realizzazione del film con la trama del romanzo, perdendo quindi la nozione di realtà e finzione.

## Riconoscimenti[4]
- Premio Efebo d'oro
- Premio della Giuria al Montréal World Film Festival